# ISAF-Segel-Weltmeisterschaften 2014

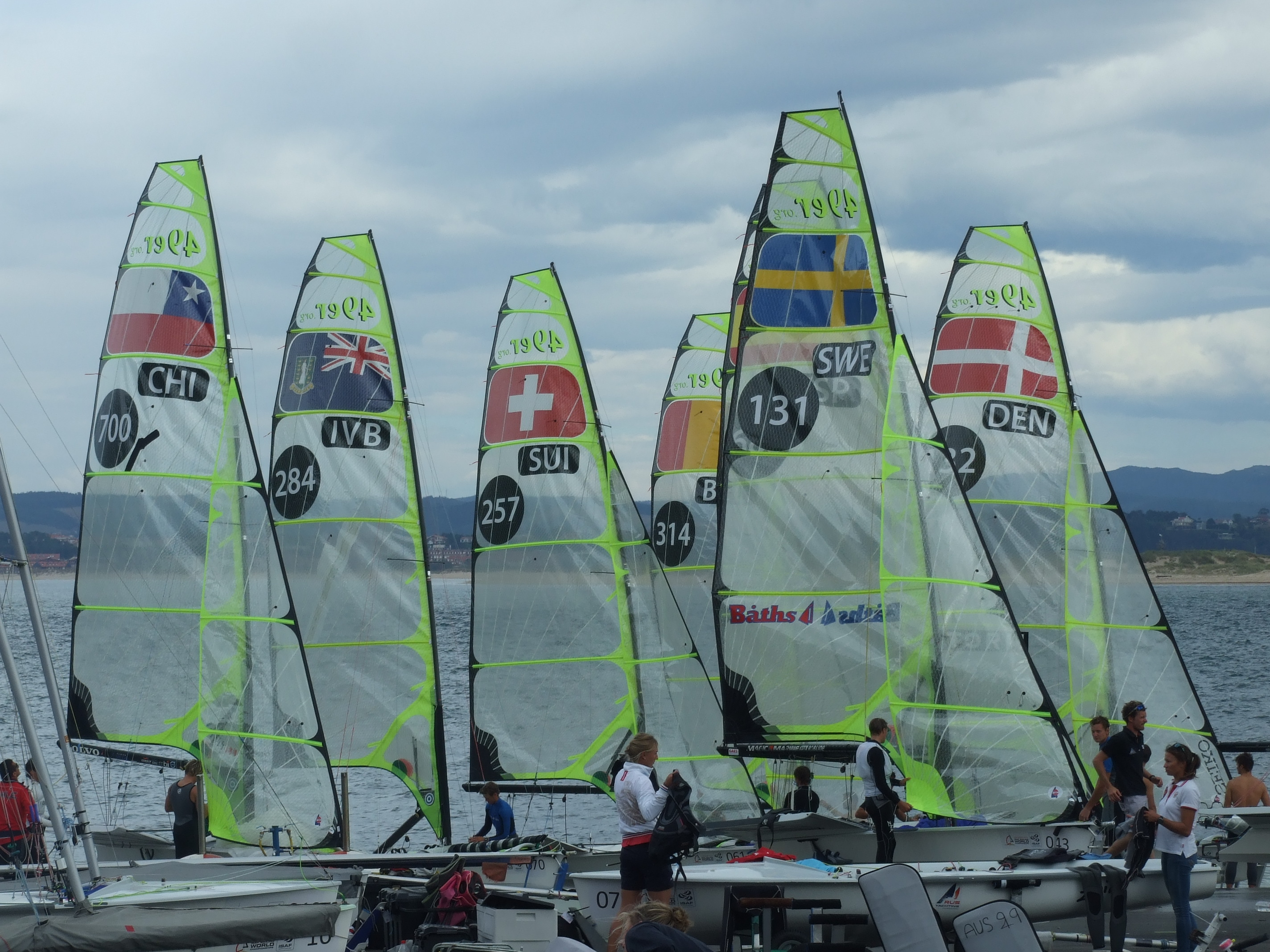
49er bei den Weltmeisterschaften 2014

Die 4. ISAF-Segel-Weltmeisterschaften fanden vom 8. bis 21. September 2014 in Santander in Spanien statt.
Insgesamt wurden zehn Wettbewerbe in verschiedenen Bootsklassen ausgetragen, drei für Männer und vier für Frauen sowie drei offene Wettbewerbe.
Die Weltmeisterschaften war zugleich Hauptqualifikationswettkämpfe für die Segelwettbewerbe bei den Olympischen Sommerspielen 2016 in Rio de Janeiro. 75 % aller Quotenplätze wurden hier vergeben.

## Ergebnisse
Die Platzierungen bei den einzelnen Regatten eines Wettbewerbs werden in Punkte umgerechnet. Das Ergebnis der schlechtesten Platzierung wird als Streichergebnis nicht berücksichtigt. Die Addition der Punkte bestimmt über die Abschlussplatzierung, wobei das Boot mit der niedrigsten Punktzahl gewinnt.

### Männer
| Bootsklasse     | Gold                        | Gold  | Silber                    | Silber | Bronze                            | Bronze |
| --------------- | --------------------------- | ----- | ------------------------- | ------ | --------------------------------- | ------ |
| Windsurfen RS:X | Julien Bontemps             | 34 P. | Przemysław Miarczyński    | 55 P.  | Thomas Goyard                     | 60 P.  |
| Laser           | Nicolas Heiner              | 45 P. | Tom Burton                | 51 P.  | Nick Thompson                     | 55 P.  |
| 470er           | William Ryan Mathew Belcher | 25 P. | Igor Marenić Šime Fantela | 44 P.  | Pavlos Kagialis Panagiotis Mantis | 47 P.  |

### Frauen
| Bootsklasse     | Gold                       | Gold  | Silber                         | Silber | Bronze                          | Bronze |
| --------------- | -------------------------- | ----- | ------------------------------ | ------ | ------------------------------- | ------ |
| Windsurfen RS:X | Charline Picon             | 27 P. | Marina Alabau                  | 67 P.  | Maayan Davidovich               | 67 P.  |
| Laser Radial    | Marit Bouwmeester          | 33 P. | Josefin Olsson                 | 49 P.  | Evi Van Acker                   | 56 P.  |
| 470er           | Jolanta Ogar Lara Vadlau   | 34 P. | Olivia Powrie Jo Aleh          | 45 P.  | Hannah Mills Saskia Clark       | 50 P.  |
| 49er FX         | Kahena Kunze Martine Grael | 41 P. | Marie Thusgaard Ida Marie Baad | 41 P.  | Francesca Clapcich Giulia Conti | 71 P.  |

### Offen
| Bootsklasse | Gold                     | Gold  | Silber                                 | Silber | Bronze                         | Bronze |
| ----------- | ------------------------ | ----- | -------------------------------------- | ------ | ------------------------------ | ------ |
| Finn Dinghy | Giles Scott              | 18 P. | Ivan Kljaković Gašpić                  | 32 P.  | Edward Wright                  | 50 P.  |
| 49er        | Blair Tuke Peter Burling | 36 P. | Anders Thomsen Jonas Warrer            | 82 P.  | Nathan Outteridge Iain Jensen  | 86 P.  |
| Nacra 17    | Marie Riou Billy Besson  | 27 P. | Cecilia Carranza Saroli Santiago Lange | 65 P.  | Lisa Darmanin Jason Waterhouse | 66 P.  |

## Medaillenspiegel
| Platz | Land                   | Gold | Silber | Bronze | Gesamt |
| ----- | ---------------------- | ---- | ------ | ------ | ------ |
| 1     | Frankreich             | 3    | -      | 1      | 4      |
| 2     | Niederlande            | 2    | -      | -      | 2      |
| 3     | Australien             | 1    | 1      | 2      | 4      |
| 4     | Neuseeland             | 1    | 1      | -      | 2      |
| 5     | Vereinigtes Königreich | 1    | -      | 3      | 4      |
| 6     | Österreich             | 1    | -      | -      | 1      |
| 6     | Brasilien              | 1    | -      | -      | 1      |
| 8     | Dänemark               | -    | 2      | -      | 2      |
| 8     | Kroatien               | -    | 2      | -      | 2      |
| 10    | Polen                  | -    | 1      | -      | 1      |
| 10    | Spanien                | -    | 1      | -      | 1      |
| 10    | Argentinien            | -    | 1      | -      | 1      |
| 10    | Schweden               | -    | 1      | -      | 1      |
| 14    | Italien                | -    | -      | 1      | 1      |
| 14    | Griechenland           | -    | -      | 1      | 1      |
| 14    | Israel                 | -    | -      | 1      | 1      |
| 14    | Belgien                | -    | -      | 1      | 1      |